# Sydney Gazette
Sydney Gazette (Сидней газетт) — первая в Австралии газета, выходившая с 1803 по 1842 год.
Газета была учреждена губернатором Нового Южного Уэльса Кингом и получила название The Sydney Gazette and New South Wales Advertiser, первый номер вышел 5 марта. Редактором газеты стал каторжник Джордж Хоу, которому смертная казнь за воровство была заменена ссылкой в колонию. Хоу был потомственным печатником, этому ремеслу его научил отец на острове Сент-Китс, а затем Хоу переехал в Лондон и работал в The Times. Газета выходила один раз в неделю, основным содержанием номеров были правительственные сообщения, небольшое место уделялось местным новостям.
В августе 1807 года между Хоу и сменившим Кинга губернатором Блаем произошёл конфликт. Газета почти на год перестала выходить, но в мае следующего года выпуск возобновился. В 1821 году Хоу скончался, на посту редактора его сменил сын Роберт (погиб в 1829 году, утонув в Сиднейской бухте). С 1825 года Sydney Gazette выпускалась раз в две недели, с 1831 года — раз в три недели.
В 1810 году на Тасмании появилась вторая австралийская газета the Derwent Star and Van Diemen’s Land Intelligencer. Позднее в Сиднее возникло ещё несколько газет, в том числе существующая до настоящего времени The Sydney Herald (1831). К этому времени популярность Sydney Gazette стала падать, последний номер вышел 20 ноября 1842 года.